# Primaire aandrijving

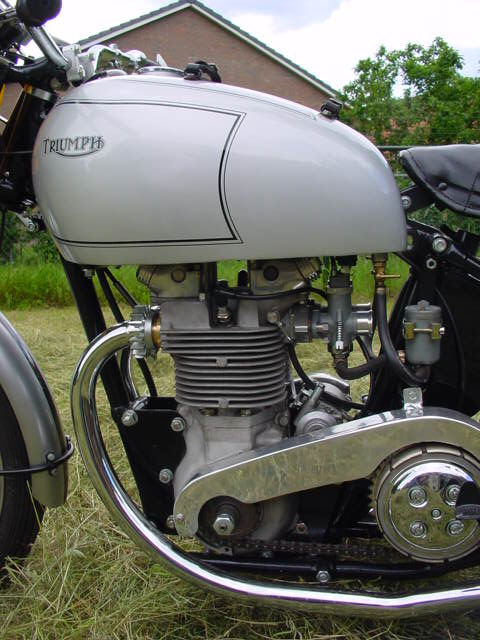
Primaire aandrijving via een ketting op een Triumph motorfiets uit 1951

De primaire aandrijving of primaire transmissie is de aandrijving tussen de krukas en de koppeling van een motorfiets.
Doordat motorfietsen meestal een dwarsgeplaatste motor hebben, waarbij de krukas dwars in het frame ligt, kan deze de koppeling niet rechtstreeks aandrijven. Daarom moet er een verbinding tussen de krukas en de koppeling komen. Dit gebeurde vroeger met een ketting (de "primaire ketting") of een getande riem. Dat had ook een voordeel: doordat de koppeling en versnellingsbak zodoende niet aan de motor vast hoefden te zitten, konden motorfietsfabrikanten deze onderdelen los inkopen. Dit was de zogenaamde pre-unitconstructie. Later gingen motor, koppeling en versnellingsbak één geheel vormen (de Unit construction). Dat betekent ook dat deze onderdelen allemaal in hetzelfde oliebad draaien. Hiervoor moest speciale smeerolie voor motorfietsen ontwikkeld worden, waardoor de koppeling niet gaat slippen. 
De aandrijving van de versnellingsbak naar het achterwiel wordt secundaire transmissie of secundare aandrijving genoemd. Deze geschiedt ook met een ketting of getande riem, maar soms ook met een cardanaandrijving.
- Als voor de primaire aandrijving een ketting werd gebruikt, was dit vaak een triplexketting, een ketting met drie rijen schakels.